# هوارد ولمان
هوارد ولمان (بالإنجليزية: Howard Wellman)‏ هو سياسي أمريكي، ولد في 23 يوليو 1944.